# Thurayya

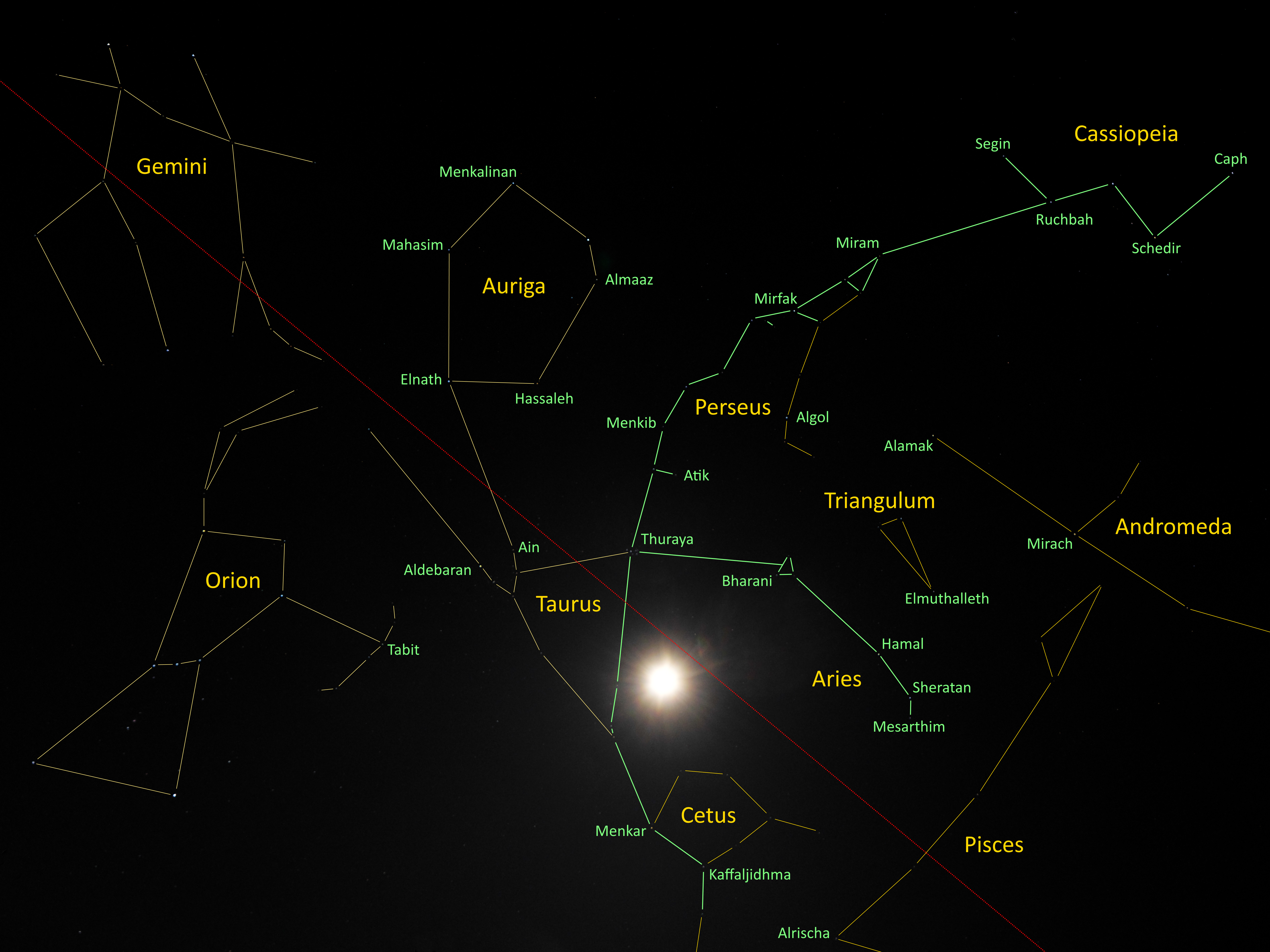
Mit dem beduinischen Sternbild Hände der Thurayya (grüne durchgezogene Linien). Die anatomischen Bestandteile von unten Mitte über die Plejaden (Thurayya) nach rechts oben: die amputierte Hand (al-kaf al-jadhma'), Thurayya (die kleine Reichliche, ath-thurayya), das Schulterblatt (al-'atiq), die Schulter (al-mankib), der Oberarm (al-'adud), die Ellenbogenspitze (ibrat al-mirfaq), der Ellenbogen (al-mirfaq), die Ellenbogengrube (al-ma'bid), der Unterarm von Thurayya (dhira’ ath-thurayya), die Tätowierung de Handgelenks (washm al-mi'sam), die Henna-gefärbte Hand (al-kaf al-khadib).
Thurayya wird von den Beduinen auch als der fette Schwanz des Asterismus Lamm (al-hamal) interpretiert. Dies entspricht dem griechischen Sternbild Widder (Aries). Der Stern Hamal steht für die kleinen Hörner des Lammes. Der Arm der Thurayya mit der amputierten Hand und der Asterismus Lamm bilden zusammen einen Trichter, durch den die Wandelgestirne auf der Ekliptik (rot gepunktete Linie) in das Goldene Tor der Ekliptik eintreten. Der Vollmond befindet sich in der Aufnahme zirka drei Bogengrad südlich der Ekliptik zwischen den Plejaden und Menkar.

Thurayya (arab. für „Plejaden“) ist ein aus der prä-islamischen Zeit überliefertes Sternbild. Es galt als Bote des Regens.
Das Sternbild setzt sich aus Sternen der heute bekannten Sternbilder Kassiopeia, Perseus, Stier (Taurus) und Walfisch (Cetus) zusammen.
aṯ-ṯurayyā ist die dritte Mondstation des astronomischen Kalendersystems Manzil al-Qamar.

## Sterne (Auswahl)
- (11/β Cassiopeiae) Caph
- (18/α Cassiopeiae) Schedir
- (37/δ Cassiopeiae) Ruchbah
- (15/η Persei) Miram
- (33/α Persei) Mirfak: المرفق الثريا ("al-mirfaq al-thurayya"): "Ellbogen der Pleiaden"
- (41/ν Persei) Adid Borealis: الدد ("al-adid"): "der Oberarm” + Borealis ("nördlich") ("al-adid" stammt von الدد الثريا; "al-adid al-thurayya", was "oberer Arm der Pleiaden" bedeutet)
- (45/ε Persei) Adid Australis: الدد ("al-adid"): "der Oberarm" + Australis ("südlich")
- (46/ξ Persei) Menkib
- (38/ο Persei) Atik
- (25/η Tauri) Alkione, Hauptstern der Plejaden
- (92/α Ceti) Menkar
- (86/γ Ceti) Kaffaljidhma